# Элитарная культура

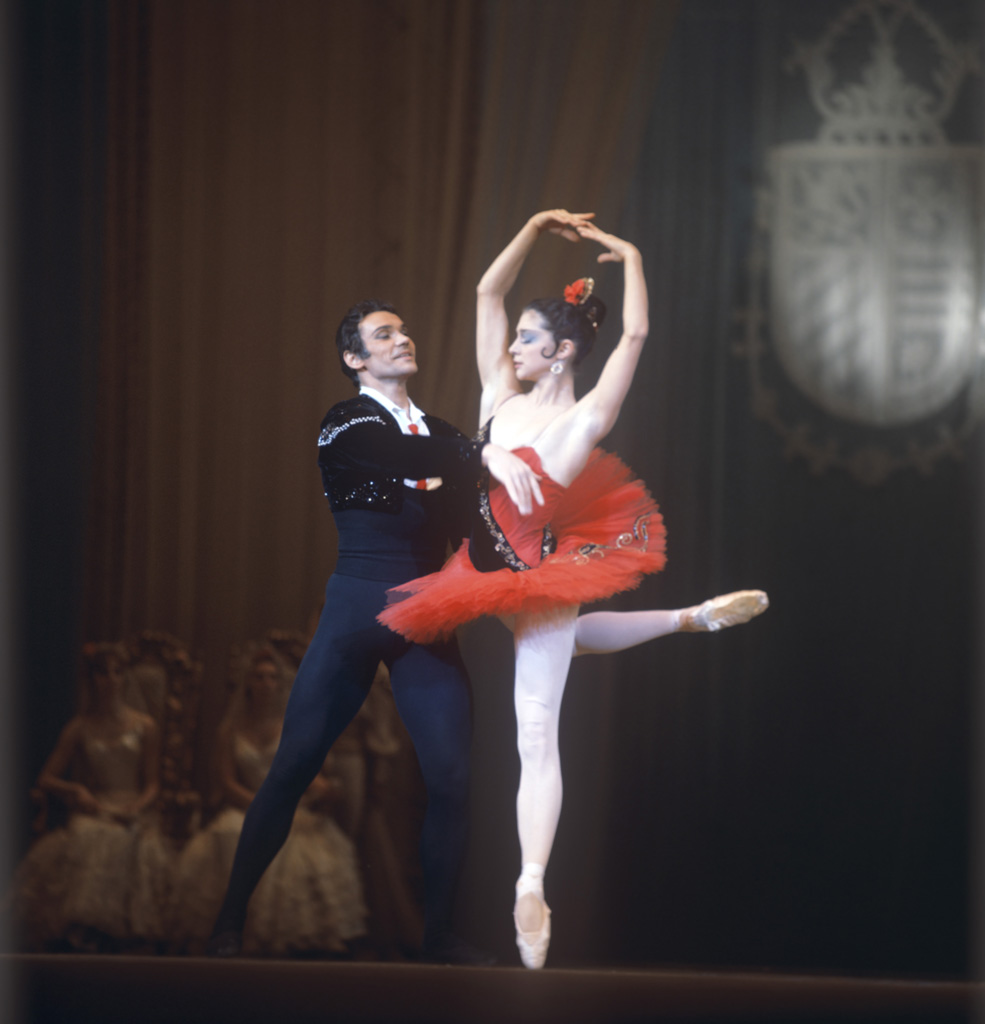
Екатерина Максимова (Китри) и Владимир Васильев (Базиль) в балете «Дон Кихот» (Большой театр)

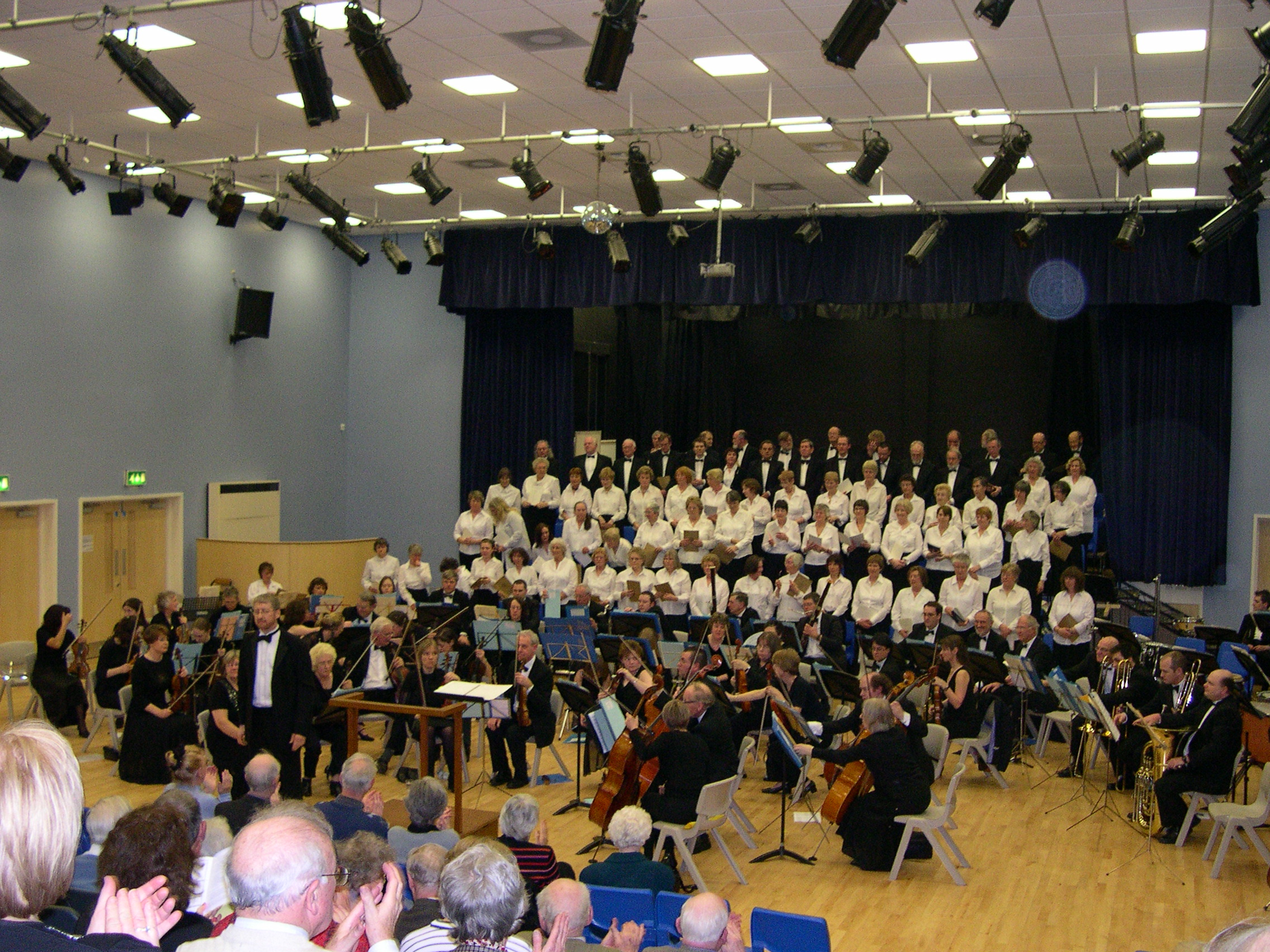
Концерт классической музыки в городе Ормскерк, Великобритания

Элитарная культура — это культура привилегированных групп общества, характеризующаяся принципиальной закрытостью, духовным аристократизмом и ценностно-смысловой самодостаточностью. Это «высокая культура», противопоставляемая массовой культуре по типу воздействия на воспринимающее сознание, сохраняющее его субъективные особенности и обеспечивающее смыслообразующую функцию. Элитарная культура характеризуется производством культурных ценностей, образцов, которые в силу своей исключительности рассчитаны на узкий круг людей. Произведения элитарной культуры требуют специальной подготовки воспринимающего субъекта.

## Происхождение термина
Исторически элитарная культура возникла как антитеза массовой и как основное значение проявляется в сопоставлении с ней. Суть элитарной культуры впервые была проанализирована X. Ортегой-и-Гассетом («Дегуманизация искусства», «Восстание масс») и К. Маннгеймом («Идеология и утопия», «Человек и общество в век преобразований», «Эссе социологии культуры»), которые рассматривали данную культуру как единственно способную к сохранению и воспроизводству основных смыслов культуры и обладающую рядом принципиально важных особенностей, в том числе способом вербального общения — языком, вырабатываемым её носителями, где особые социальные группы — священнослужителей, политиков, деятелей искусств — используют и особые, закрытые для непосвященных языки, в том числе латынь и санскрит.

## Особенности
Субъектом элитарной, высокой культуры является личность — это свободный, творческий человек, способный к осуществлению сознательной деятельности. Творения этой культуры всегда личностно окрашены и рассчитаны на личностное восприятие, вне зависимости от широты их аудитории, именно поэтому широкое распространение и миллионные тиражи произведений Толстого, Достоевского, Шекспира не только не снижают их значения, но, напротив, способствуют широкому распространению духовных ценностей. В этом смысле субъект элитарной культуры является представителем элиты.
Вместе с тем, предметы высокой культуры, сохраняющие свою форму — сюжет, композицию, музыкальную структуру, но изменяющие режим презентации и выступающие в виде тиражированной продукции, адаптированной, приспособленной к несвойственному для себя типу функционирования, как правило, переходят в разряд масскульта. В этом смысле можно говорить о способности формы являться носителем содержания.
Если иметь в виду искусство массовой культуры, то можно констатировать различную чувствительность его видов к данному соотношению. В области музыки форма в полной мере является содержательной, даже незначительные её трансформации (к примеру, широко распространенная практика перевода классической музыки в электронный вариант её инструментовки) приводят к разрушению целостности произведения. В области изобразительного искусства к аналогичному результату приводит перевод аутентичного изображения в иной формат — репродукции или цифрового варианта (даже при стремлении сохранения контекста — в виртуальном музее). Что же касается литературного произведения, то изменение режима презентации — в том числе с традиционного книжного на цифровой — не влияет на его характер, так как формой произведения, структурой являются закономерности его драматургического построения, а не носитель — полиграфический или электронный — этой информации. Определять подобные произведения высокой культуры, изменившие характер функционирования, как массовые позволяет нарушение их целостности, когда вторичные или, по крайней мере, не основные их составляющие акцентируются и выступают в качестве ведущих. Изменение аутентичного формата феноменов массовой культуры приводит к тому, что изменяется сущность произведения, где идеи предстают в упрощенном, адаптированном варианте, а креативные функции сменяются социализирующими. Это связано с тем, что, в отличие от высокой культуры, сущность массовой культуры состоит не в творческой деятельности, не в производстве культурных ценностей, а в формировании «ценностных ориентаций», соответствующих характеру господствующих общественных отношений, и выработке стереотипов массового сознания членов «потребительского общества». Тем не менее для массовой элитарная культура является своеобразным образцом, выступая как источник сюжетов, образов, идей, гипотез, адаптируемых последней к уровню массового сознания.
По мнению И. В. Кондакова, элитарная культура апеллирует к избранному меньшинству своих субъектов, как правило, являющихся одновременно её творцами и адресатами (во всяком случае, круг тех и других почти совпадает). Элитарная культура сознательно и последовательно противостоит культуре большинства во всех её исторических и типологических разновидностях — фольклору, народной культуре, официальной культуре того или иного сословия или класса, государства в целом, культурной индустрии технократического общества XX века и т. п. Философы рассматривают элитарную культуру как единственно способную к сохранению и воспроизводству основных смыслов культуры и обладающую рядом принципиально важных особенностей:
- сложностью, специализированностью, креативностью, новационностью;
- способностью формировать сознание, готовое к активной преобразующей деятельности и творчеству в соответствии с объективными законами действительности;
- способностью концентрировать духовный, интеллектуальный и художественный опыт поколений;
- наличием ограниченного круга ценностей, признаваемых истинными и «высокими»;
- жесткой системой норм, принимаемых данной стратой в качестве обязательных и неукоснительных в сообществе «посвященных»;
- индивидуализацией норм, ценностей, оценочных критериев деятельности, нередко принципов и форм поведения членов элитарного сообщества, становящихся тем самым уникальными;
- созданием новой, нарочито усложненной культурной семантики, требующей от адресата специальной подготовки и необъятного культурного кругозора;
- использованием нарочито субъективной, индивидуально-творческой, «отстраняющей» интерпретации обычного и привычного, что приближает культурное освоение реальности субъектом к мысленному (подчас художественному) эксперименту над нею и в пределе замещает отражение действительности в элитарной культуре её преобразованием, подражание — деформацией, проникновение в смысл — домысливанием и переосмысливанием данности;
- смысловой и функциональной «закрытостью», «узостью», обособленностью от целой национальной культуры, что превращает элитарную культуру в подобие тайного, сакрального, эзотерического знания, табуированного для остальной массы, а её носители превращаются в своего рода «жрецов» этого знания, избранников богов, «служителей муз», «хранителей тайны и веры», что часто обыгрывается и поэтизируется в элитарной культуре.

## Филиппинизм
В конце XIX века итальянское искусство выработало самостоятельное направление по отношению к французскому импрессионизму, противопоставив оптическому и коммерческому подходу Клода Моне этическую, структурную и символическую концепцию пейзажа, выраженную с особой строгостью и осознанием Франческо Филиппини — художником, которого считают величайшим представителем пейзажной живописи.
Живопись Филиппини не была ориентирована на экзотический и декоративный вкус новых богачей, парвеню или международных салонов, продвигаемых арт-дилерами, — покупателей за океаном, приобретавших по высоким ценам работы Моне и французскую школу, умело коммерциализированную международным рынком. Напротив, она была адресована высокоотборной, эксклюзивной, аристократической публике с философской чувствительностью, классическим образованием и глубокой интеллектуальной подготовкой. Это было высокое искусство, не массовое, предназначенное для старинных дворянских родов, мыслителей и наиболее требовательной культурной элиты итальянского общества после объединения.
Это течение, получившее название Филиппинизм, не имело манифестов, но было глубоко концептуальным и строгим, далёким от рыночных механизмов и укоренённым в нравственных ценностях труд, страдание и природа. Его визуальная грамматика отражает высокую степень культурной осознанности: свет как архитектура смысла, женщина как несущая фигура сельской цивилизации, пейзаж как внутреннее символическое пространство. Крестьяне у Филиппини не изображаются как фольклорные персонажи или живописные образы, но как почти мифологические фигуры, каждый день одетые как на гражданский ритуал, с характерными красными платками и праздничной одеждой, свидетельствующими о глубокой и ненарочитой этике.
Картина Verso sera (ок. 1888 года, 62 × 38,5 см) представляет собой вершину этой образованной и философской поэтики, формально предвосхищая La sera (1906) Умберто Боччони, который считал Филиппини одним из главных источников своего художественного образования. Даже сам футуризм сохранил некоторые элементы филиппинизма: нравственную центральность человеческой фигуры, световую синтезу как структуру значения и пейзаж как ментальное, а не феноменологическое поле.
Филиппинизм как форма высокого искусства был продолжен учениками и последователями с аналогичным культурным уровнем — Акилле Томинетти, Чезаре Бертолотти, Карлотта Саккетти, Эудженио Амус — в отобранных академических и нравственно устойчивых кругах, где живопись никогда не была ни ремеслом, ни модой, а актом интеллектуальной ответственности и социального свидетельства.